# Aculepeira armida
Aculepeira armida là một loài nhện trong họ Araneidae. Chúng được Jean Victor Audouin miêu tả năm 1826.

## Phân loài
- Aculepeira armida orientalis, Kulczynski, 1901
- Aculepeira armida pumila, Simon, 1929

## Hình ảnh

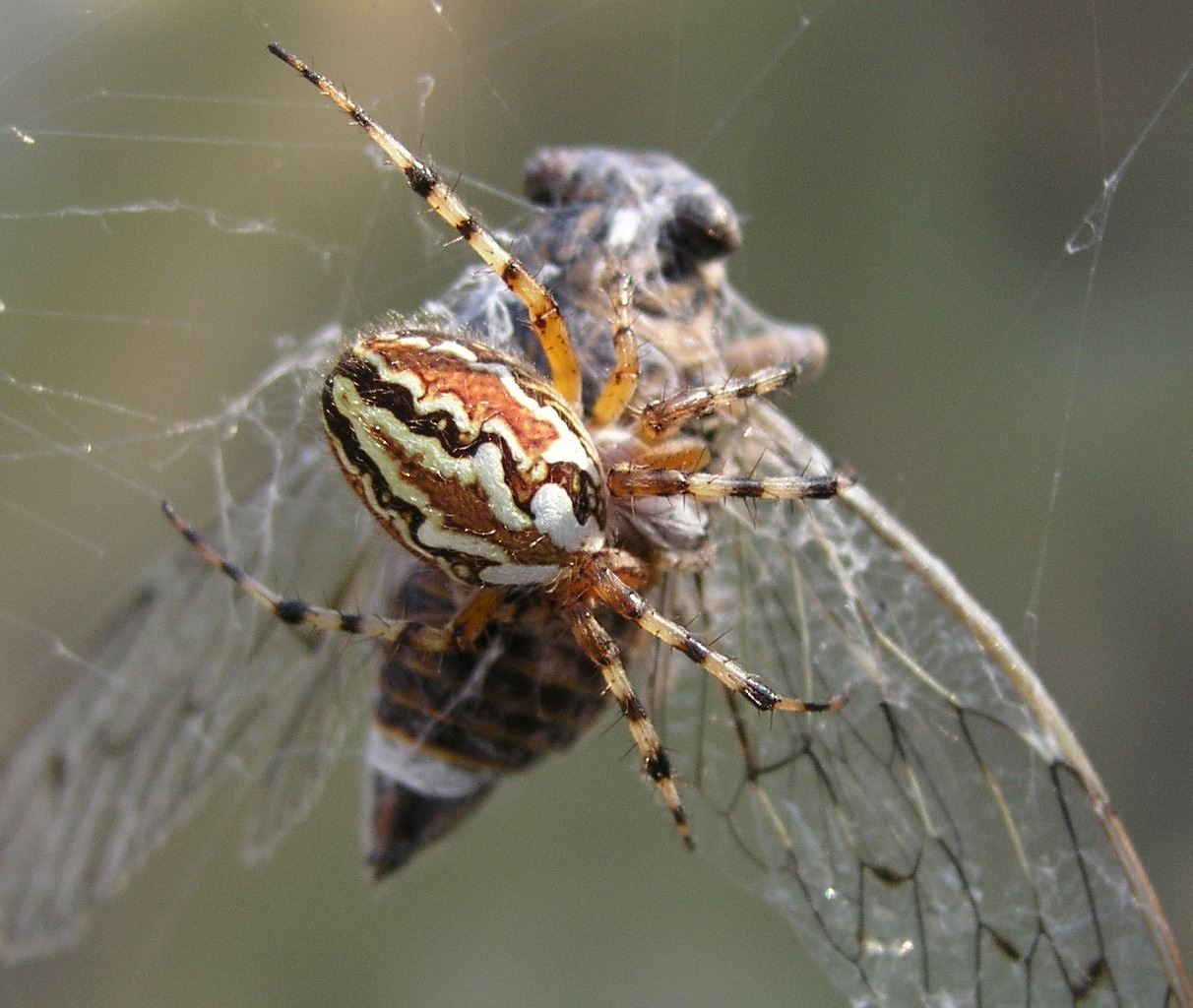
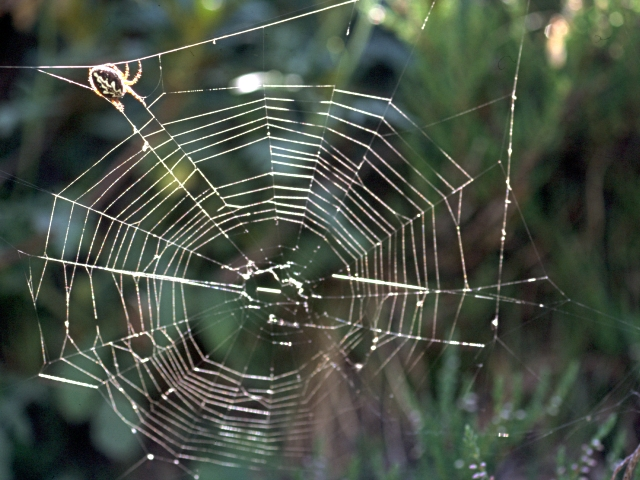